# 芙蓉葵

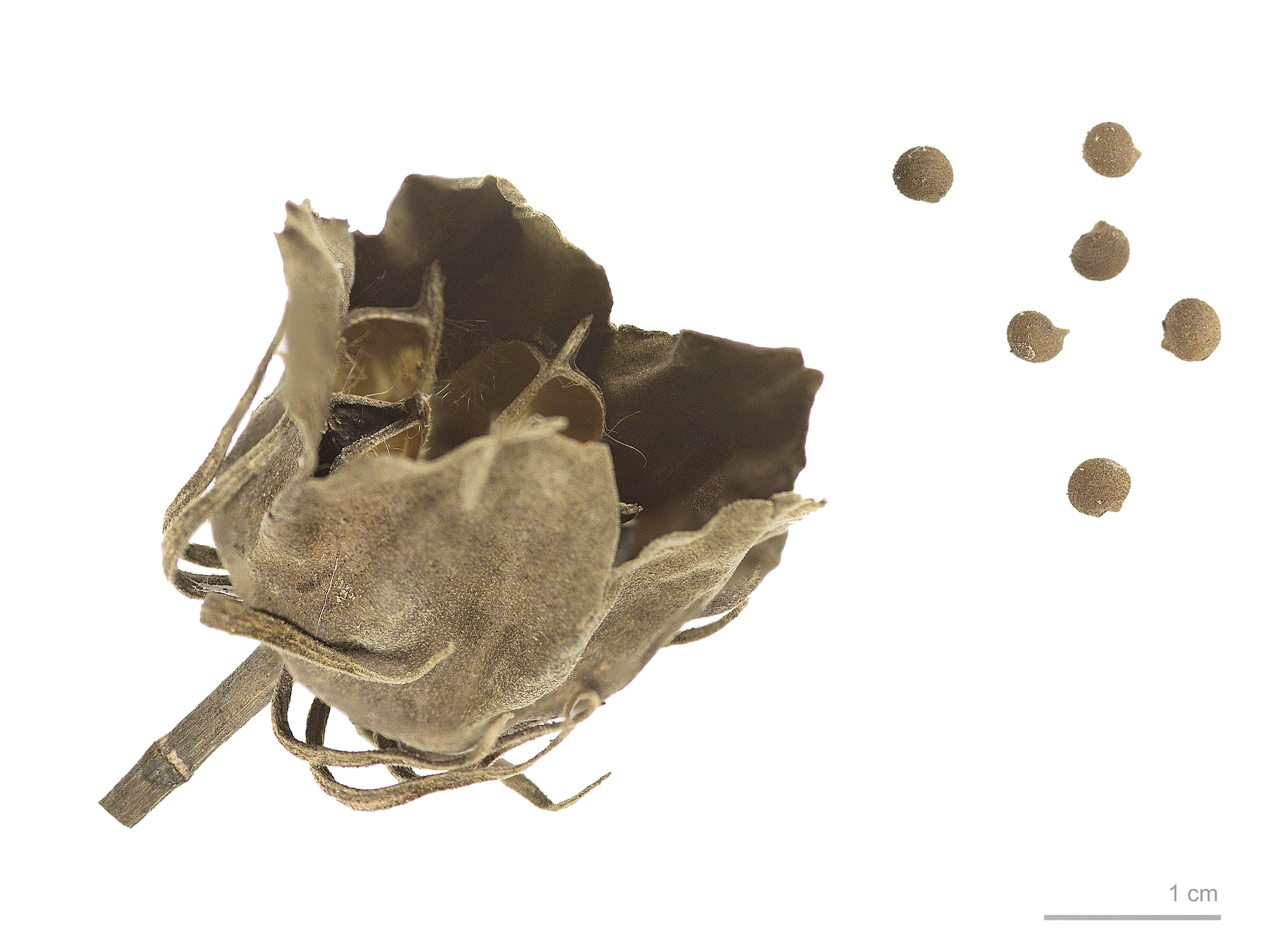
Hibiscus moscheutos

芙蓉葵（学名：Hibiscus moscheutos）为锦葵科木槿属下的一个种。

## 扩展阅读
- 維基物種上的相關：芙蓉葵